# František Metelka
František Metelka (ur. 8 kwietnia 1980 w Vítkovie) – czeski piłkarz występujący na pozycji pomocnika.

## Kariera
Metelka jest wychowankiem SFC Opawa; w latach 1998–1999, 2001 i 2003–2004 występował w jego barwach w I ligi czeskiej (w czasie rundy wiosennej sezonu 1999/2000 był wypożyczony do FC Vítkovice). Następnie przeniósł się do jednej z czołowych drużyn piłkarskich w Czechach – Baníka Ostrawa, gdzie grał w latach 2005–2009 (z przerwą na rundę jesienną sezonu 2008/2009, gdy został wypożyczony do swego pierwszego klubu). Z Baníkiem wywalczył w 2005 roku Puchar Czech. Łącznie, w najwyższej klasie rozgrywkowej wystąpił w 159 meczach, zdobywając 10 bramek. Od stycznia 2010 roku występował w słoweńskim NK Rudar Velenje. Po wygaśnięciu kontraktu, w lutym 2011 roku związał się roczną umową z Podbeskidziem Bielsko-Biała, z którym wywalczył awans do Ekstraklasy. W zespole z Bielska-Białej rozegrał 20 spotkań.
Metelka jest lewonożny. Gra zwykle na pozycji ofensywnego pomocnika, ale może występować również w ataku.